# Bruchsal
Bruchsal (pronunciación en alemán: /ˈbʁʊxzaːl/ⓘ) es una ciudad de Alemania ubicada en el estado federado de Baden-Wurtemberg. Tiene una población estimada, a fines de marzo de 2024, de 46 960 habitantes.
Es la ciudad más grande del distrito.
La ciudad es conocida por tener el mercado de espárragos más grande de Europa.

## Historia
A la ciudad de Bruchsal se fueron agregando a lo largo de los años diferentes municipios de la zona que anteriormente pertenecían al disuelto distrito de Bruchsal:
- 1971: Obergrombach y Untergrombach
- 1973: Büchenau y Helmsheim
- 1974: Hildesheim[2]

### Evolución de la población
La evolución de la población durante los últimos años ha sido recogida por el ayuntamiento de Bruchsal y se expone en la siguiente tabla:
| Año  | Habitantes |
| ---- | ---------- |
| 1465 | 2500       |
| 1530 | 2700       |
| 1698 | 1400       |
| 1787 | 4112       |
| 1825 | 6833       |
| 1852 | 9096       |
| 1871 | 9762       |
| 1880 | 11.373     |
| 1890 | 11.909     |
| 1900 | 13.555     |
| 1910 | 15.391     |
| 1919 | 15.453     |
| 1925 | 16.469     |

| Año  | Habitantes |
| ---- | ---------- |
| 1933 | 16.903     |
| 1939 | 18.158     |
| 1945 | 12.890     |
| 1950 | 16.282     |
| 1961 | 22.578     |
| 1970 | 27.308     |
| 1975 | 38.929     |
| 1980 | 37.351     |
| 1987 | 36.500     |
| 1990 | 38.059     |
| 1995 | 40.413     |
| 2000 | 41.777     |
| 2024 | 46.960     |

## Edificios y monumentos
El edificio por excelencia en la ciudad es el Palacio de Bruchsal, de estilo barroco, que anteriormente fue la residencia de los príncipes obispos de Espira. Se comenzó a construir en 1720. La construcción estaba bajo la dirección del arquitecto Maximilian von Welsch. Se destaca en su interior la escalera barroca (diseño original de Johann Balthasar Neumann), que se considera uno de los mejores ejemplos de escaleras en su estilo.
Existe el Belvedere como casa de campo ubicado en el jardín municipal. Se denomina así por ser un buen punto de vista de la ciudad.

## Investigación
El proyecto de investigación para la logística de carga urbana y autónoma, EfeuCampus, se puso en marcha en julio de 2019 en el emplazamiento del antiguo cuartel de Dragonerkaserne. Los sistemas de entrega y recogida autónoma de mercancías se desarrollan y prueban en este lugar. El proyecto general está financiado por la Unión Europea y el estado de Baden-Württemberg.

## Política

### Armas de la ciudad
Las armas de la ciudad muestran una cruz de plata en fondo azur; en la esquina izquierda hay una bola de plata. Los colores de la ciudad son blanco-azul. El escudo se emplea desde hace muchos siglos. La cruz representa la Speyerische Kreuz, que hasta el año 1803 ha sido la ciudad residencial del príncipe-obispo de Espira. La bola superior izquierda se interpreta como posiblemente un fallo transmitido a lo largo de los años, debido a que en las representaciones antiguas de las armas esta no aparece.

### Ciudades hermanadas
La ciudad de Bruchsal mantiene relaciones de hermandad con otras ciudades del mundo:
- Sainte-Menehould (Francia) desde 1965
- Cwmbran, Torfaen (Gales, Reino Unido) desde 1979
- Sainte Marie-aux-Mines (Francia) desde 1989

## Personalidades destacadas
- ca. 1470 en Untergrombach, Joß Fritz, líder campesino, † después de 1524
- 1882, Hugo Tröndle, artista, † 1955 en Múnich
- 1894, Leo Kahn, artista, † 1983 en Safed, Israel
- 1896, Wilhelm Sauter, pintor y dibujante, † 1948 en Göppingen
- 1901, Emil Belzner, escritor, † 1979 en Heidelberg
- 1923 , Alexander Brändle, autor de libros infantilesr, † 1984 en Bruchsal
- 1938 en Untergrombach, Franz Alt, periodista y autor
- 1971 Thomas Hellriegel, triatleta (distancias largas)
- 1974 Anke Huber, tenista
- 1977 Christian Kritzer, futbolista